# Дерпгоф
Дерпгоф (нім. Dörphof) — громада в Німеччині, розташована в землі Шлезвіг-Гольштейн. Входить до складу району Рендсбург-Екернферде. Складова частина об'єднання громад Шляй-Остзее.
Площа — 15,02 км2. Населення становить 724 ос. (станом на 31 грудня 2020).

## Галерея

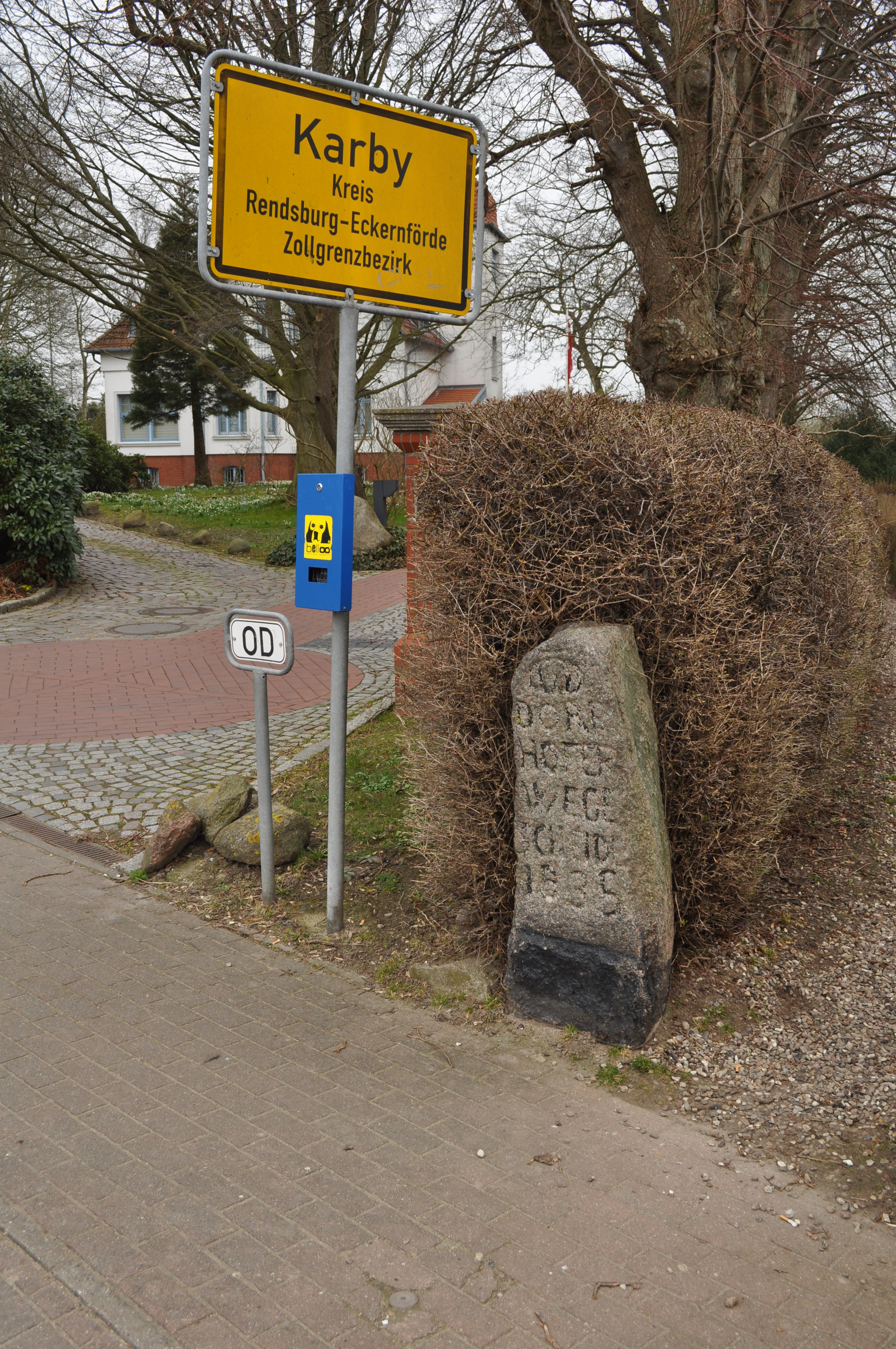